# Antok
Az antok Iordanes 6. századi történetíró szerint a szklavének és a venétek mellett a szlávok három nagy csoportjának egyike. A régészek a Penykivka-kultúrával azonosítják őket.
Bizánci források szerint a keleti szláv antok a Dnyeper és a Dnyeszter folyók között laktak, az Al-Dunától és a Fekete-tengertől északra.
Dmitrij Obolenszkij szerint a 6. században a bizánciak által antok vagy antai néven ismert csoport a mai délorosz sztyeppén élt, a Besszarábia es a Donyec közti tekintélyes területen (a szklavinok pedig az Al-Duna teljes hossza mentén, északon a Dnyeszterig és különösen nagy számban Havasalföldön). Az antok legalább részben lehettek nem szláv származásúak, akik korábban az iráni szarmaták uralma alatt élhettek. A földrajzi elhelyezkedés alapján a szklavinok voltak a balkáni szlávok ősei, az antok pedig legalábbis a Duna-delta és a Dnyeper közti térségben azok a keleti szlávok akik később rusz néven lettek ismertek – írta Obolenszkij.